# 윌 브리테인

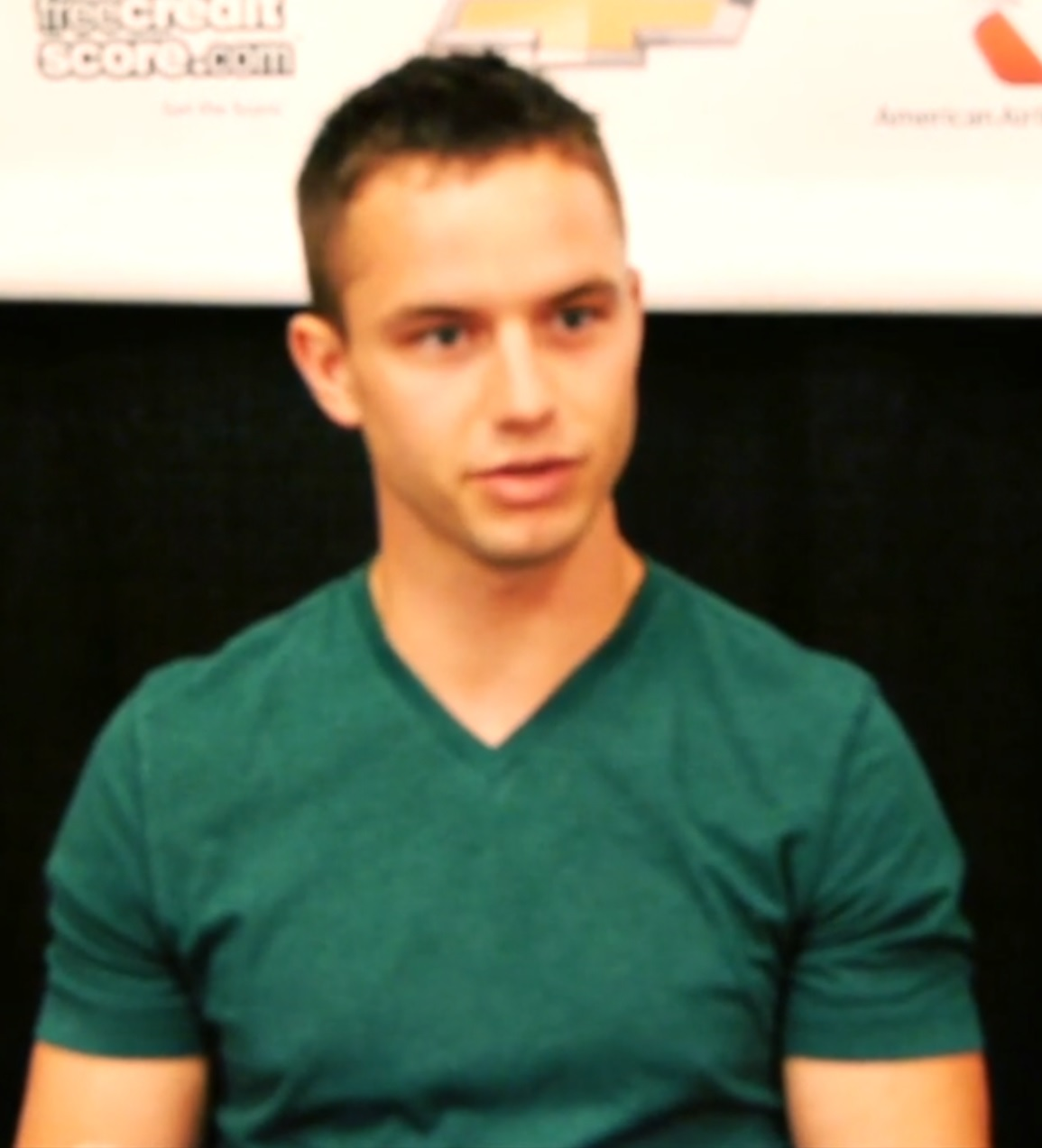

윌 브리튼(Will Brittain, 1987년 5월 5일 ~ )은 미국의 배우이다.
슈리브포트에서 태어났다.

## 영화
- 더 퍼지: 포에버 (2021년) - 커크 역
- 블로우 더 맨 다운 (2019년)
- 더 롱 덤 로드 (2018년)
- 더 오너 팜 (2017년)
- 더 디보스 파티 (2017년)
- 콩: 스컬 아일랜드 (2017년) - 젊은 말로우 / 말로우의 아들 역
- 국경수비대 (2016년)
- 에브리바디 원츠 썸!! (2016년) - 뷰터 역
- 개인교수 2014 (2013년) - 에릭 툴 역